# Cabara
Cabara est une commune du Sud-Ouest de la France, située dans le département de la Gironde en région Nouvelle-Aquitaine.
Ses habitants sont appelés les Cabos.

## Géographie

### Localisation
La commune de Cabara est située dans la région naturelle de l'Entre-deux-Mers, en rive gauche de la Dordogne. 

### Communes limitrophes
Elle est limitrophe de Branne à l'ouest et de Saint-Aubin-de-Branne au sud. Elle est séparée de Saint-Sulpice-de-Faleyrens au nord-ouest, de Vignonet au nord-est et de Sainte-Terre à l'est par la Dordogne qui forme une limite naturelle.
| Saint-Sulpice-de-Faleyrens |                       | Vignonet     |
| Branne                     | Cabara                | Sainte-Terre |
|                            | Saint-Aubin-de-Branne |              |

### Hydrographie
Rattachée à la circonscription du bassin versant Adour-Garonne, Cabara se situe en rive gauche de la Dordogne, sur le territoire, en aval de la Cère, du bassin versant de la Dordogne. La rivière enserre la commune dans une boucle en « épingle à cheveux » qui s'écarte au nord-est et la sépare de Saint-Sulpice-de-Faleyrens au nord-ouest, de Vignonet au nord-est et de Sainte-Terre à l'est. Le ruisseau des Goths, petit ruisseau de 2 km de longueur, prend sa source dans le sud-ouest de la commune, en limite de Saint-Aubin-de-Branne et se jette dans la Dordogne au nord-ouest, à hauteur de Branne,.

### Climat
Pour des articles plus généraux, voir Climat de la Nouvelle-Aquitaine et Climat de la Gironde.
Historiquement, la commune est exposée à un climat océanique aquitain.  
En 2020, Météo-France publie une typologie des climats de la France métropolitaine dans laquelle la commune est exposée à un climat océanique et est dans la région climatique  Aquitaine, Gascogne, caractérisée par une pluviométrie abondante au printemps, modérée en automne, un faible ensoleillement au printemps, un été chaud (19,5 °C), des vents faibles, des brouillards fréquents en automne et en hiver et des orages fréquents en été (15 à 20 jours).
Pour la période 1971-2000, la température annuelle moyenne est de 12,9 °C, avec une amplitude thermique annuelle de 15,1 °C. Le cumul annuel moyen de précipitations est de 850 mm, avec 11,8 jours de précipitations en janvier et 6,8 jours en juillet. Pour la période 1991-2020, la température moyenne annuelle observée sur la station météorologique la plus proche, située sur la commune de Saint-Émilion à 7 km à vol d'oiseau, est de 13,9 °C et le cumul annuel moyen de précipitations est de 798,1 mm,. Pour l'avenir, les paramètres climatiques de la commune estimés pour 2050 selon différents scénarios d’émission de gaz à effet de serre sont consultables sur un site dédié publié par Météo-France en novembre 2022.

### Milieux naturels et biodiversité

#### Natura 2000
La Dordogne est un site du réseau Natura 2000 limité aux départements de la Dordogne et de la Gironde, et qui concerne les 104 communes riveraines de la Dordogne, dont Cabara,. Seize espèces animales et une espèce végétale inscrites à l'annexe II de la directive 92/43/CEE de l'Union européenne y ont été répertoriées.

#### ZNIEFF
Cabara fait partie des 102 communes concernées par la zone naturelle d'intérêt écologique, faunistique et floristique (ZNIEFF) de type II « La Dordogne »,, dans laquelle ont été répertoriées huit espèces animales déterminantes et cinquante-sept espèces végétales déterminantes, ainsi que quarante-trois autres espèces animales et trente-neuf autres espèces végétales.

## Urbanisme

### Typologie
Au 1er janvier 2024, Cabara est catégorisée commune rurale à habitat dispersé, selon la nouvelle grille communale de densité à sept niveaux définie par l'Insee en 2022.
Elle est située hors unité urbaine. Par ailleurs la commune fait partie de l'aire d'attraction de Bordeaux, dont elle est une commune de la couronne,. Cette aire, qui regroupe 275 communes, est catégorisée dans les aires de 700 000 habitants ou plus (hors Paris),.

### Occupation des sols

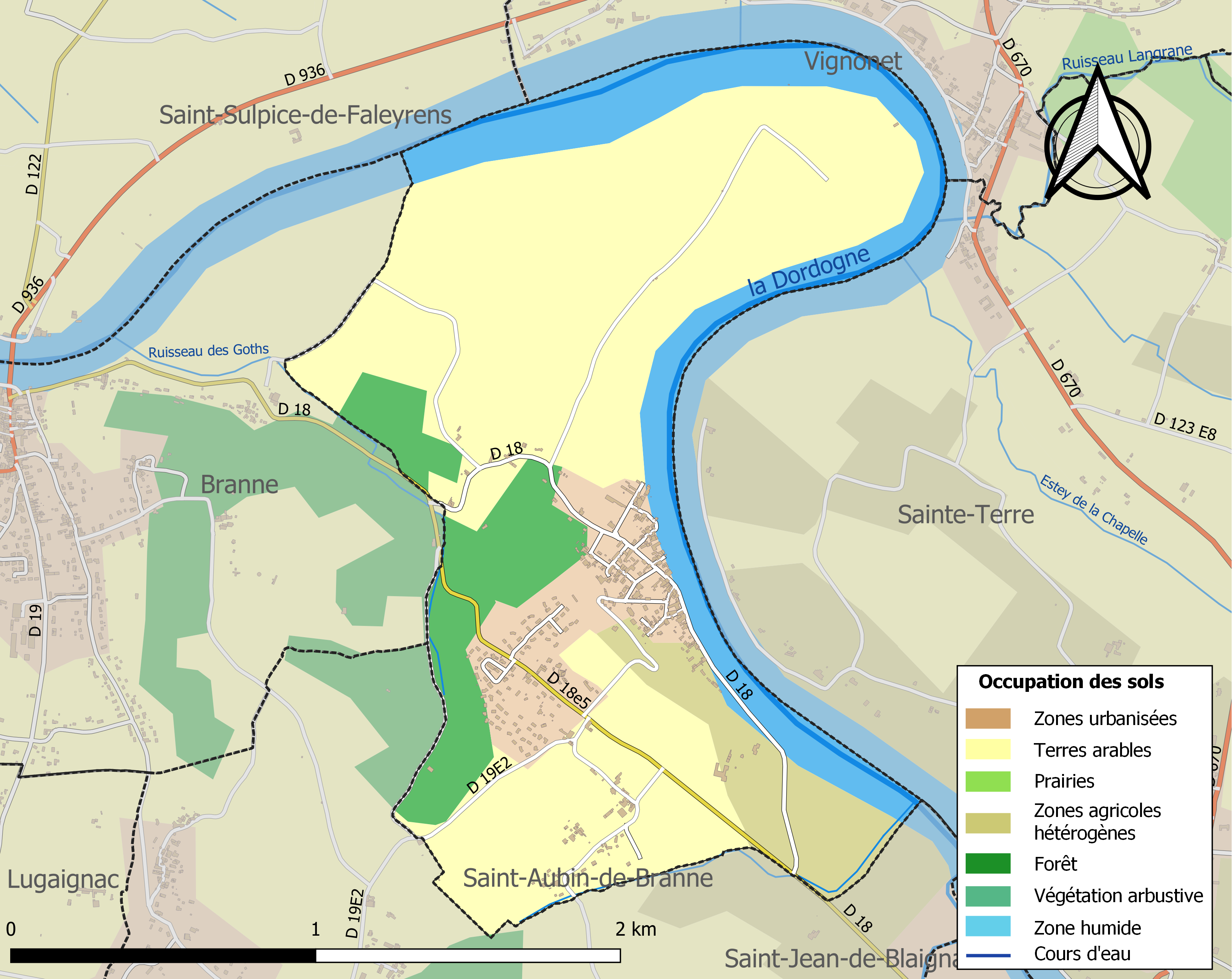
Carte des infrastructures et de l'occupation des sols de la commune en 2018 (CLC).

L'occupation des sols de la commune, telle qu'elle ressort de la base de données européenne d’occupation biophysique des sols Corine Land Cover (CLC), est marquée par l'importance des territoires agricoles (65,1 % en 2018), en diminution par rapport à 1990 (70,5 %). La répartition détaillée en 2018 est la suivante : 
cultures permanentes (57,6 %), eaux continentales (15,1 %), forêts (10,4 %), zones urbanisées (9,4 %), zones agricoles hétérogènes (7,5 %). L'évolution de l’occupation des sols de la commune et de ses infrastructures peut être observée sur les différentes représentations cartographiques du territoire : la carte de Cassini (XVIIIe siècle), la carte d'état-major (1820-1866) et les cartes ou photos aériennes de l'IGN pour la période actuelle (1950 à aujourd'hui).

### Risques majeurs
Le territoire de la commune de Cabara est vulnérable à différents aléas naturels : météorologiques (tempête, orage, neige, grand froid, canicule ou sécheresse), inondations, mouvements de terrains et séisme (sismicité très faible). Il est également exposé à un risque technologique, la rupture d'un barrage. Un site publié par le BRGM permet d'évaluer simplement et rapidement les risques d'un bien localisé soit par son adresse soit par le numéro de sa parcelle.

#### Risques naturels
La commune fait partie du territoire à risques importants d'inondation (TRI) de Libourne, regroupant les 20 communes concernées par un risque de submersion marine ou de débordement de la Dordogne, un des 18 TRI qui ont été arrêtés fin 2012 sur le bassin Adour-Garonne. Les événements significatifs aux XIXe et XXe siècles sont les crues de 1843 (6,80 m l'échelle de Libourne), de 1866 (6,40 m) et du 10 février 1944 (6,38 m) et du 27 décembre 1999 (6,36 m). Au XXIe siècle, les événements les plus marquants sont les crues de mars 2010 (5,55 m) et du 31 janvier 2014 (5,97 m). Des cartes des surfaces inondables ont été établies pour trois scénarios : fréquent (crue de temps de retour de 10 ans à 30 ans), moyen (temps de retour de 100 ans à 300 ans) et extrême (temps de retour de l'ordre de 1 000 ans, qui met en défaut tout système de protection). La commune a été reconnue en état de catastrophe naturelle au titre des dommages causés par les inondations et coulées de boue survenues en 1982, 1993, 1999, 2009, 2013 et 2021,.
Les mouvements de terrains susceptibles de se produire sur la commune sont des éboulements, chutes de pierres et de blocs.

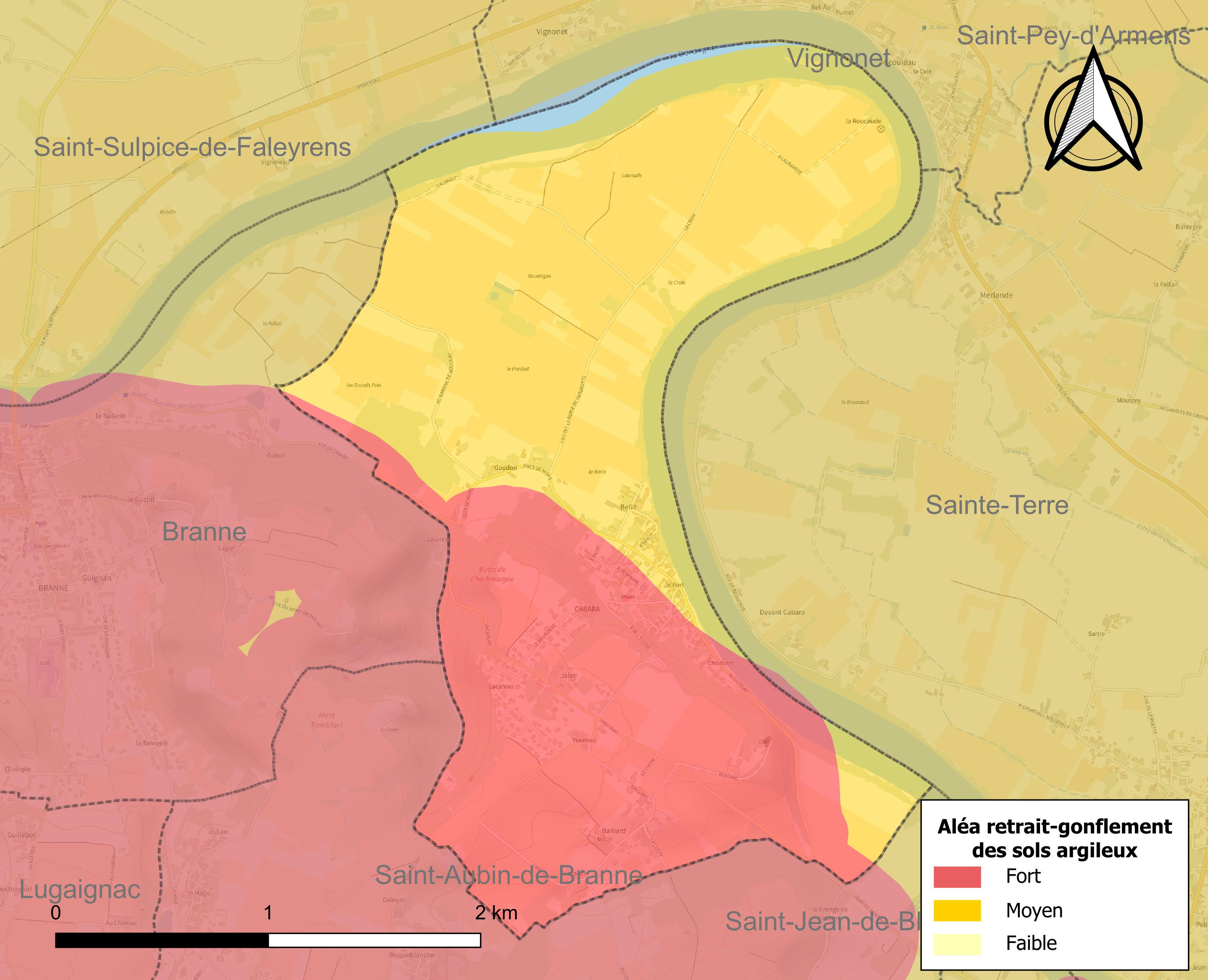
Carte des zones d'aléa retrait-gonflement des sols argileux de Cabara.

Le retrait-gonflement des sols argileux est susceptible d'engendrer des dommages importants aux bâtiments en cas d’alternance de périodes de sécheresse et de pluie. 98,8 % de la superficie communale est en aléa moyen ou fort (67,4 % au niveau départemental et 48,5 % au niveau national). Sur les 243 bâtiments dénombrés sur la commune en 2019, 243 sont en aléa moyen ou fort, soit 100 %, à comparer aux 84 % au niveau départemental et 54 % au niveau national. Une cartographie de l'exposition du territoire national au retrait gonflement des sols argileux est disponible sur le site du BRGM,.
Par ailleurs, afin de mieux appréhender le risque d’affaissement de terrain, l'inventaire national des cavités souterraines permet de localiser celles situées sur la commune.
Concernant les mouvements de terrains, la commune a été reconnue en état de catastrophe naturelle au titre des dommages causés par la sécheresse en 2011, 2015 et 2017 et par des mouvements de terrain en 1999.

#### Risques technologiques
La commune est en outre située en aval du  barrage de Bort-les-Orgues, un ouvrage sur la Dordogne de classe A soumis à PPI, disposant d'une retenue de 477 millions de mètres cubes. À ce titre elle est susceptible d’être touchée par l’onde de submersion consécutive à la rupture de cet ouvrage.

## Politique et administration

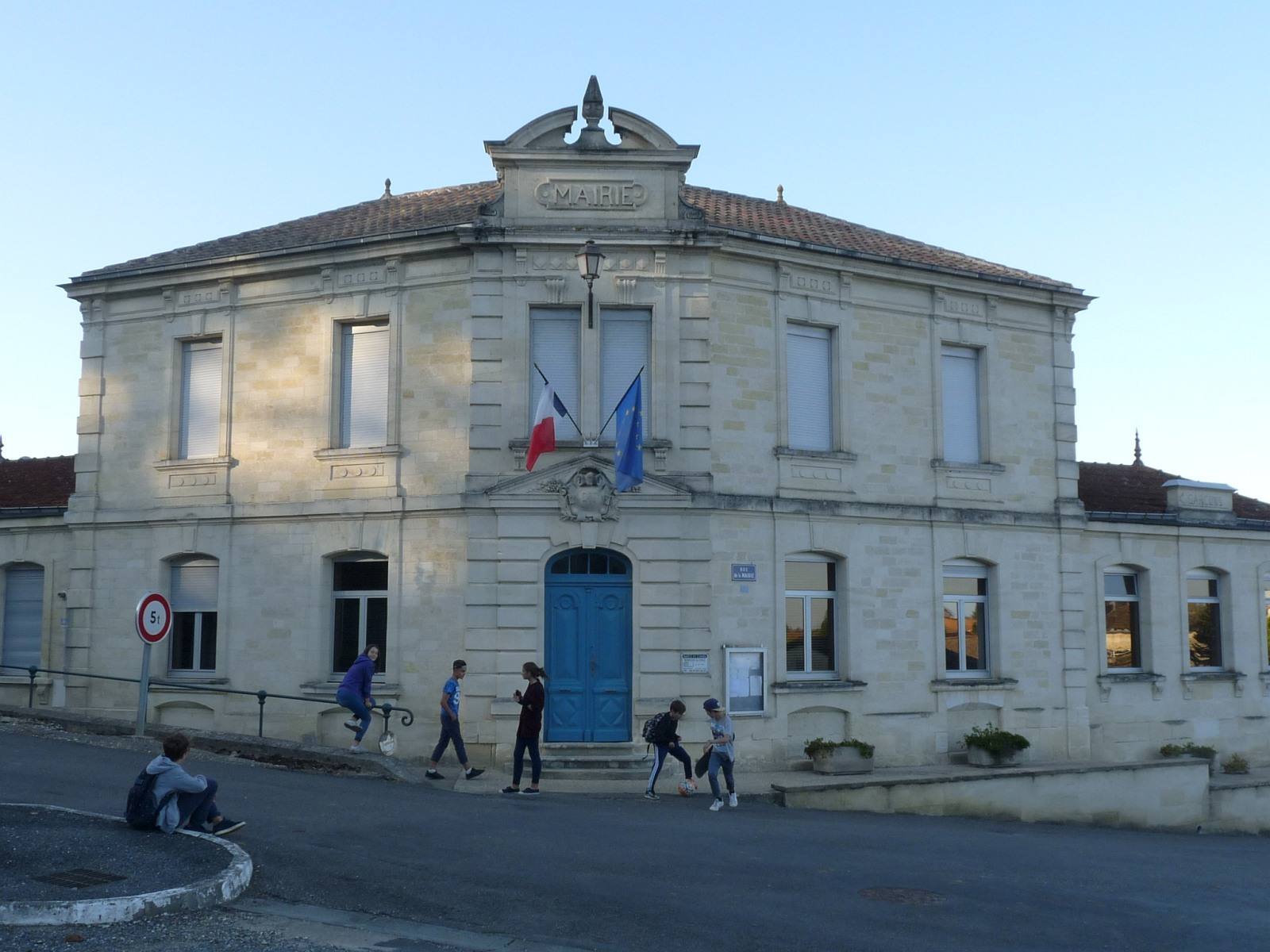
La mairie

La commune de Cabara fait partie de l'arrondissement de Libourne. À la suite du découpage territorial de 2014 entré en vigueur à l'occasion des élections départementales de 2015, la commune est transférée du canton de Branne supprimé au nouveau canton des Coteaux de Dordogne,. Cabara fait également partie de la Communauté de Communes de Castillon Pujols
| Période                                  | Période  | Identité        | Étiquette | Qualité                 |
| ---------------------------------------- | -------- | --------------- | --------- | ----------------------- |
| mars 1983                                | 2008     | Jacques Chandès | PS        | Retraité France-Télécom |
| mars 2008                                | en cours | Thierry Blanc   | SE        | Viticulteur             |
| Les données manquantes sont à compléter. |          |                 |           |                         |

## Démographie
L'évolution du nombre d'habitants est connue à travers les recensements de la population effectués dans la commune depuis 1793. Pour les communes de moins de 10 000 habitants, une enquête de recensement portant sur toute la population est réalisée tous les cinq ans, les populations de référence des années intermédiaires étant quant à elles estimées par interpolation ou extrapolation. Pour la commune, le premier recensement exhaustif entrant dans le cadre du nouveau dispositif a été réalisé en 2008.

En 2022, la commune comptait 512 habitants, en évolution de −0,58 % par rapport à 2016 (Gironde : +6,91 %, France hors Mayotte : +2,11 %).
| 1793 | 1800 | 1806 | 1821 | 1831 | 1836 | 1841 | 1846 | 1851 |
| ---- | ---- | ---- | ---- | ---- | ---- | ---- | ---- | ---- |
| 710  | 710  | 698  | 651  | 610  | 667  | 634  | 640  | 621  |

| 1856 | 1861 | 1866 | 1872 | 1876 | 1881 | 1886 | 1891 | 1896 |
| ---- | ---- | ---- | ---- | ---- | ---- | ---- | ---- | ---- |
| 579  | 545  | 552  | 533  | 530  | 495  | 503  | 452  | 493  |

| 1901 | 1906 | 1911 | 1921 | 1926 | 1931 | 1936 | 1946 | 1954 |
| ---- | ---- | ---- | ---- | ---- | ---- | ---- | ---- | ---- |
| 510  | 515  | 463  | 438  | 435  | 407  | 394  | 374  | 366  |

| 1962 | 1968 | 1975 | 1982 | 1990 | 1999 | 2006 | 2008 | 2013 |
| ---- | ---- | ---- | ---- | ---- | ---- | ---- | ---- | ---- |
| 350  | 361  | 335  | 319  | 341  | 337  | 347  | 350  | 473  |

| 2018 | 2022 | - | - | - | - | - | - | - |
| ---- | ---- | - | - | - | - | - | - | - |
| 510  | 512  | - | - | - | - | - | - | - |

## Économie
La commune est située dans l'aire géographique de production de l'entre-deux-mers, appellation d'origine contrôlée des vins blancs secs issus du vignoble du même nom. Toute la région produit en outre des rouges, des clairets, des rosés, des blancs secs, doux ou effervescents sous les dénominations bordeaux et bordeaux-supérieur.

## Lieux et monuments
- L'église paroissiale Notre-Dame de Cabara est une église de style néo-gothique du XIXe siècle avec un clocher-porche.

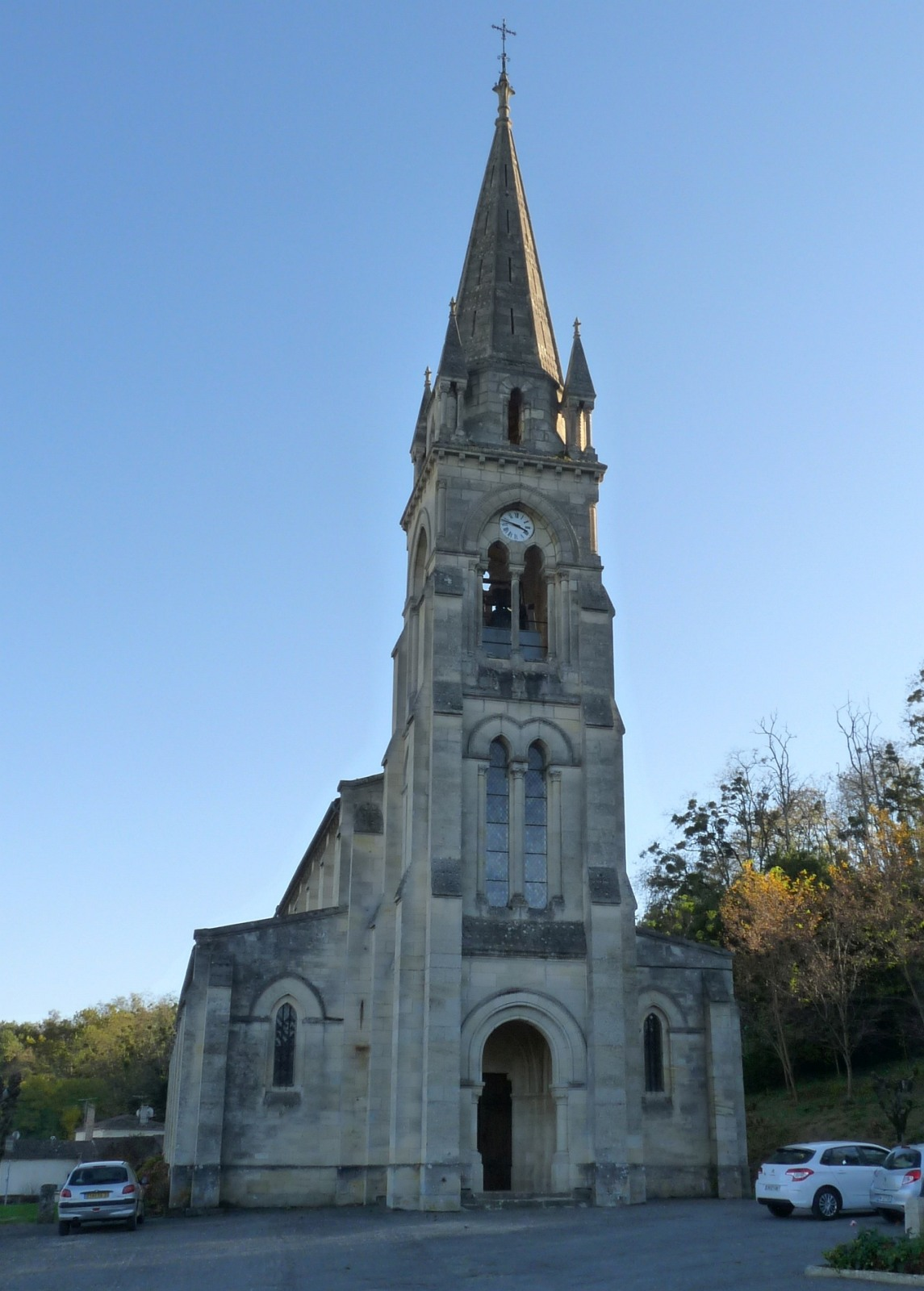
L'église Notre-Dame
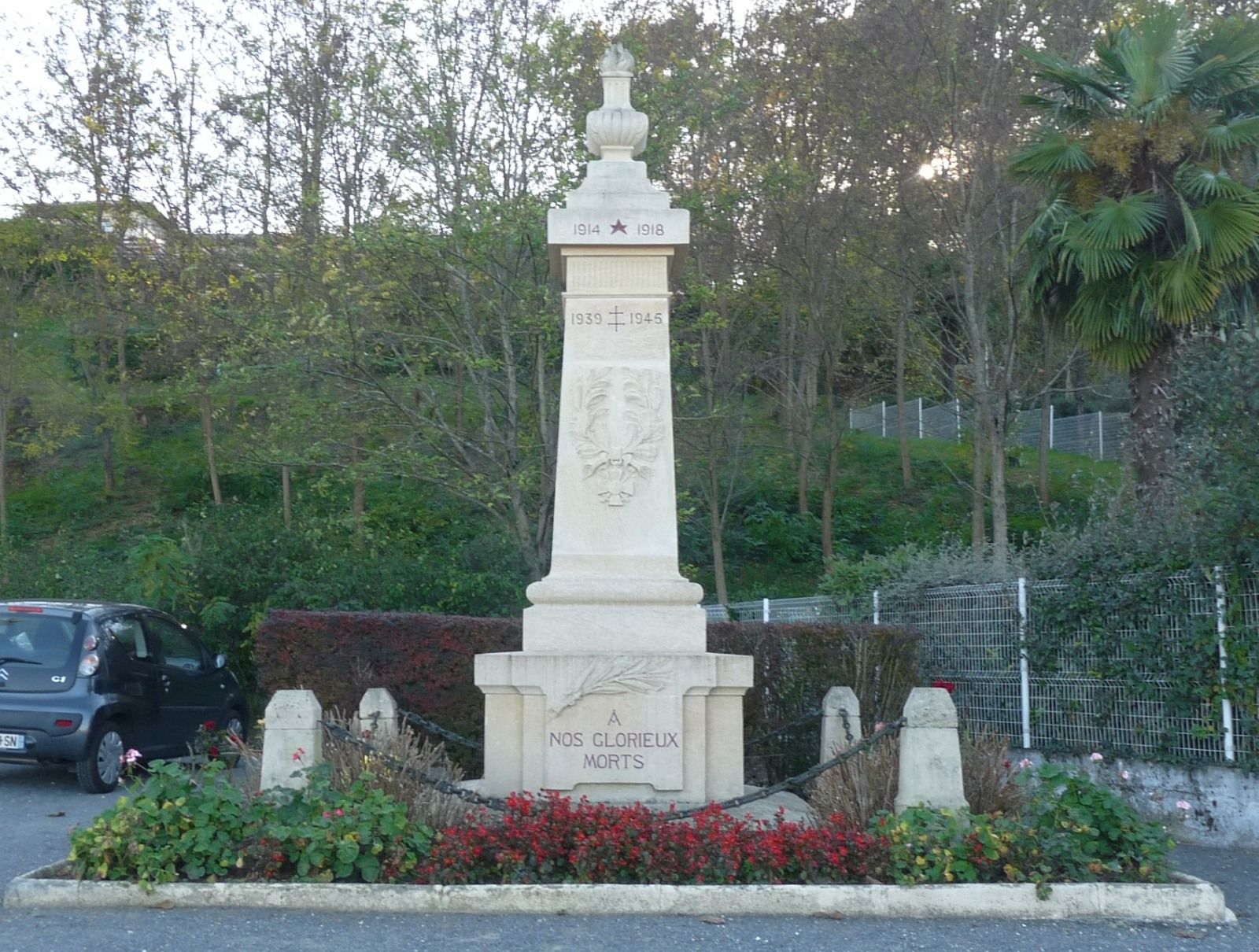
Le monument aux morts

## Personnalité liée à la commune
- Jules Brisson (1828-1902), journaliste, écrivain, publiciste, éditeur de presse, y est né. Fondateur de la revue "les Annales politiques et littéraires" et du "Journal de l'Université des Annales". Est le père d'Adolphe Brisson (1860-1925), journaliste, critique dramatique, futur directeur des dites Annales à Paris, l'époux d'Yvonne Sarcey (1869-1950).
- Jean-Joseph Brisson (1868-1957), officier de marine, y est né.